# AEK (baloncesto)
La sección de baloncesto del A. E. K. (en griego, Αθλητική Ένωσις Κωνσταντινουπόλεως; traducido literalmente como Unión Atlética de Constantinopla), conocido simplemente por sus siglas A. E. K. o su transliteralización de A. E. K. de Atenas, es un club de baloncesto con base en Atenas, Grecia. Forma parte de la sociedad polideportiva Athlitikí Énosis Konstantinoupóleos. Al igual que todos los clubes profesionales deportivos del país, debe anteponer a su denominación la referencia a su actividad deportiva y fiscal con las siglas K. Α. Ε. (en griego, Καλαθοσφαιρική Ανώνυμη Εταιρεία; transliterado Kalathosfairikí Anónymi Etaireía; traducido literalmente como Sociedad Anónima de Baloncesto) por lo que es referido como el K. Α. Ε. Αθλητική Ένωσις Κωνσταντινουπόλεως, o literalizado en su conjunto como Sociedad Anónima de Baloncesto Unión Atlética de Constantinopla. (En adelante se referirá únicamente a sus transliteraciones).
Disputa la A1 Ethniki, y a lo largo de los años han sido muchos los grandes jugadores que han pasado por sus filas, destacando jugadores como Rolando Blackman, Ricky Pierce, Ruben Patterson, Kurt Rambis, J. R. Holden o Jake Tsakalidis, por citar algunos.[cita requerida]

## Historia
El equipo de baloncesto del A. E. K. es una de las secciones más exitosas de la sociedad polideportiva. La razón es que fue el primero en ganar una competición a nivel internacional. Nada más formarse el equipo, en 1924, ganaron un torneo organizado ese año por la Young Men's Christian Association, YMCA. Es uno de los únicos tres equipos junto a Panathinaïkós y Aris que llevan compitiendo ininterrumpidamente en la Primera División de Grecia (conocida desde 1986 como A1 Ethniki) desde la temporada 1963-64.
El A. E. K. fue el primer equipo griego en participar en la final four de la Copa de Europa (conocida como Euroliga desde el año 2000), cuando lo hizo en la edición 1965-66. Dos años más tarde, en 1968, fue también el primer equipo de su país en ganar un título continental al derrotar al Slavia Vysoké Školy por 89-82 en la final de la Recopa de Europa 1967-68. Fue considerado como el equipo griego de la década de los sesenta, tras ganar cuatro títulos nacionales consecutivos, en 1963, 1964, 1965 y 1966, además de los conseguidos en 1968 y 1970.

## Palmarés

### Títulos internacionales
- Copa Intercontinental FIBA: 2019
- Recopa de Europa: 1968, 2000.
- Liga de Campeones: 2018
  - Finalista de la Euroliga en 1998.

### Títulos nacionales
- 8 Ligas griegas: 1958, 1963, 1964, 1965, 1966, 1968, 1970, 2002
- 5 Copas de Grecia: 1981, 2000, 2001, 2018, 2020
- 1 A2 Ethniki: 2014

## Jugadores

### Jugadores históricos
- Terence Stansbury
- Joe Arlauckas
- Rolando Blackman
- Zoran Savić
- Rasho Nesterovic
- Efthimios Rentzias
- Pedja Stojakovic
- Frédéric Weis
- Cliff Levingston
- Scott Skiles
- Ricky Pierce
- Ruben Patterson
- Kurt Rambis
- J.R. Holden
- Jake Tsakalidis